# Urushiol
Urushiol é uma mistura de óleos vegetais encontrado em plantas da familia Anacardiaceae. A mistura de compostos orgânicos tem propriedades alergênicas e é encontrada no carvalho, árvore de laca, em partes da mangueira e em especialmente no Toxicodendron spp.

## Mecanismo de ação
Para causar uma reação de dermatite alérgica, o urushiol é primeiro oxidado criando dois oxigênios de ligação dupla na substância química. Em seguida, ele reage com uma proteína nucleófila para desencadear uma reação na pele. A dermatite é uma resposta imunológica induzida. O urushiol é uma molécula muito pequena para ativar diretamente uma resposta imunológica. Em vez disso, ele se liga a certas proteínas da pele, onde atua como um hapteno, levando a uma reação de hipersensibilidade do tipo IV.
A hidrocortisona, o ingrediente ativo da cortisona, atua para aliviar essa condição, interrompendo a liberação de substâncias químicas que causam a reação de dermatite. A hidrocortisona em si não reage com o urushiol.

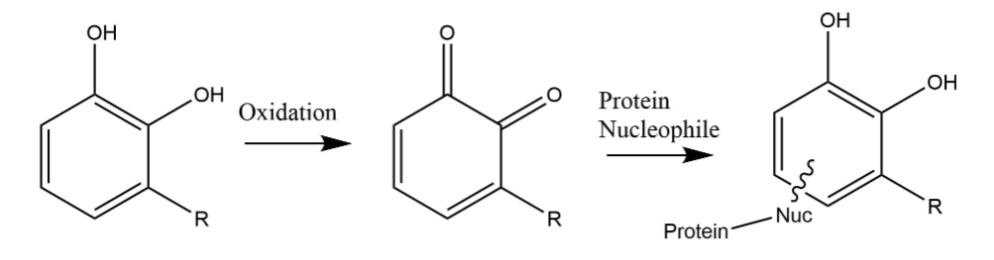
Mecanismo básico de Urushiol causando dermatite alérgica